# Dolmen von Galitorte

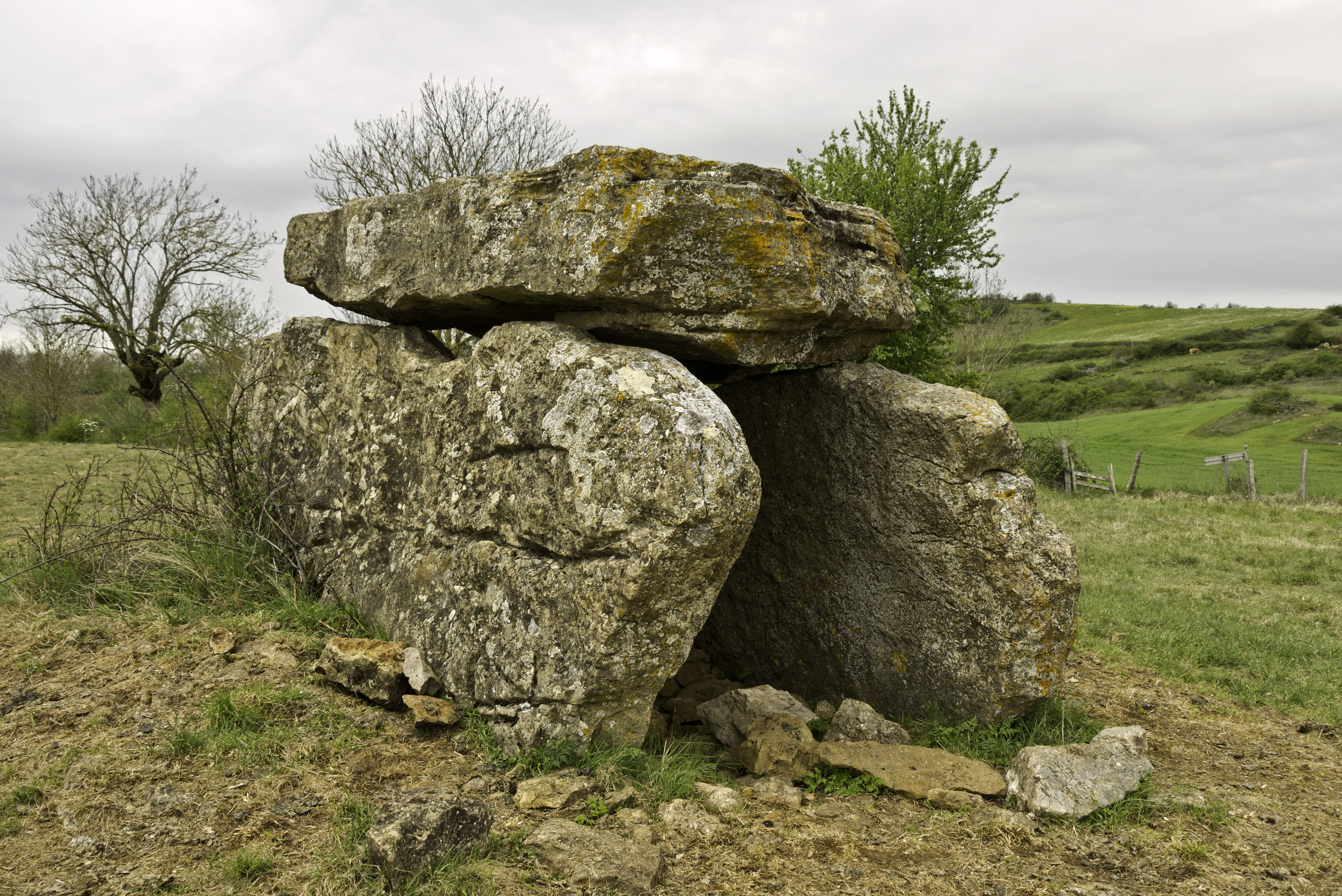
Dolmen von Galitorte

Der Dolmen von Galitorte (auch französisch Lou Cibournié bzw. okzitanisch Lo Sibornièr genannt) ist ein Dolmen simple nordöstlich von Buzeins im Département Aveyron in Frankreich. Dolmen ist in Frankreich der Oberbegriff für neolithische Megalithanlagen aller Art (siehe: Französische Nomenklatur).
Er steht am östlichen Ende eines langen ovalen Hügels. Die Kammer besteht aus zwei Seitenplatten, die jeweils etwa 4,0 Meter lang und 2,0 Meter hoch sind. Der Deckstein liegt leicht versetzt auf, ist aber kürzer als die nach Osten orientierte Kammer. Die Dolmen im Aveyron treten oft in Gruppen auf und 92 % aller Dolmen wurden aus Kalksteinplatten errichtet.

Dolmen von Galitorte
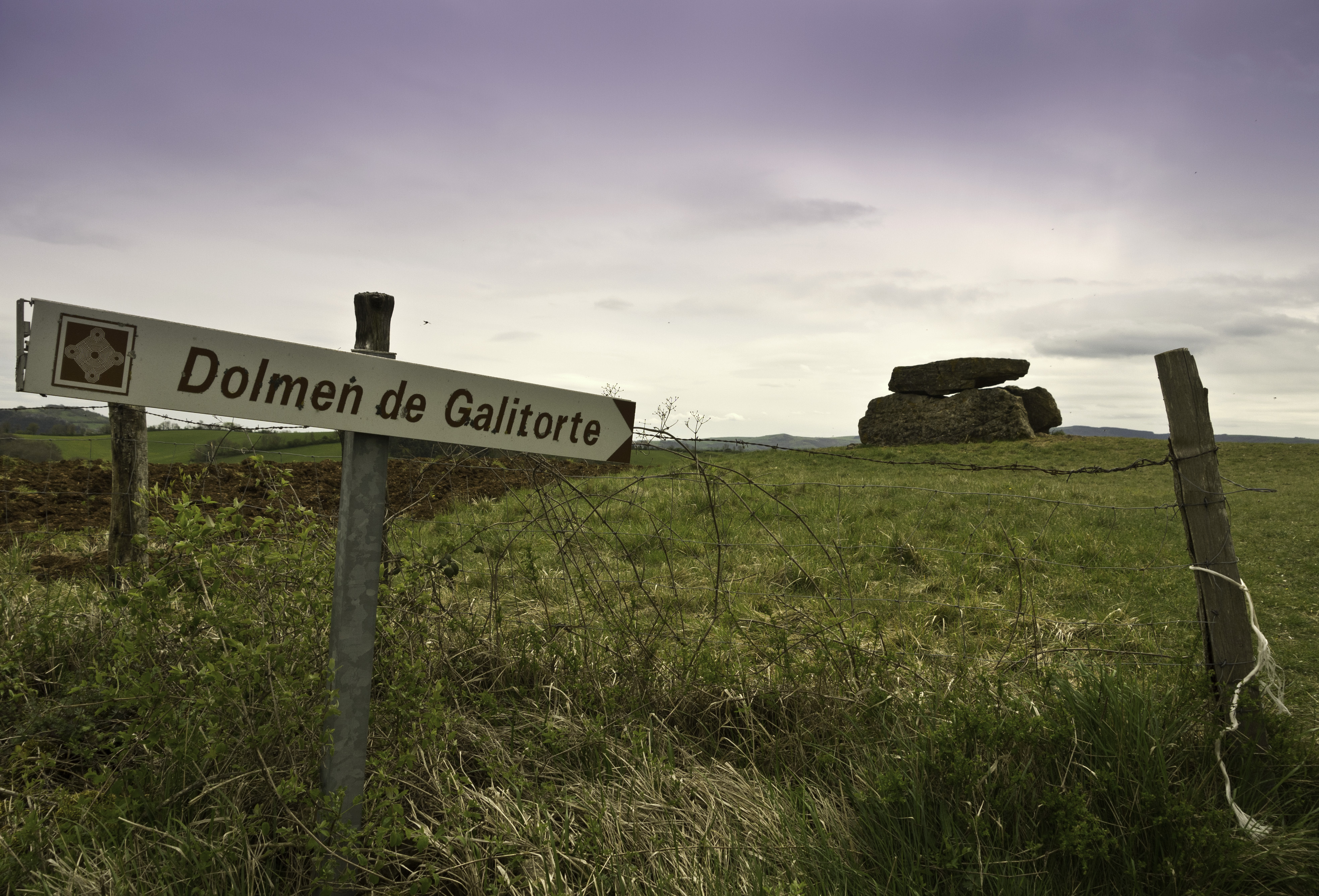
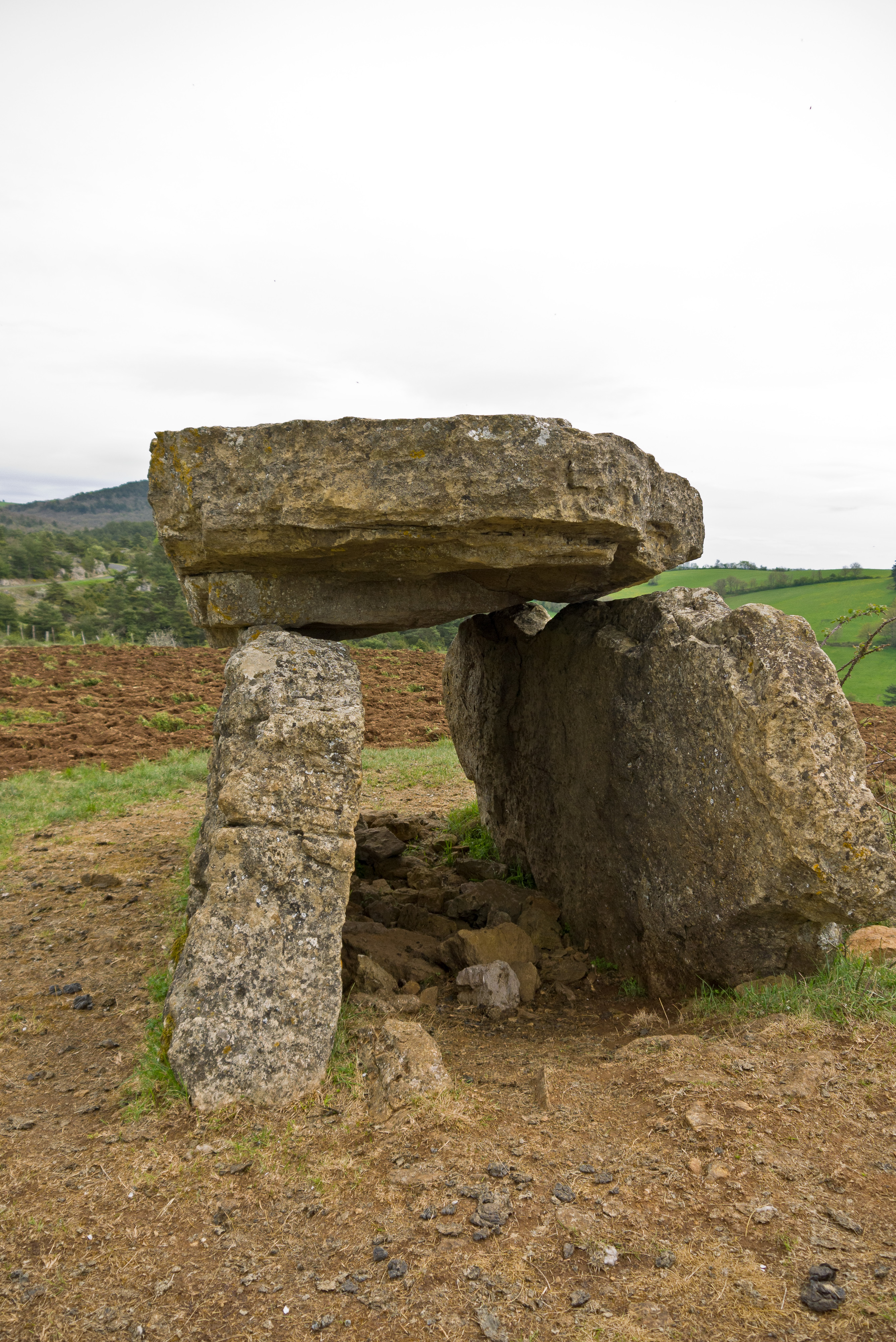
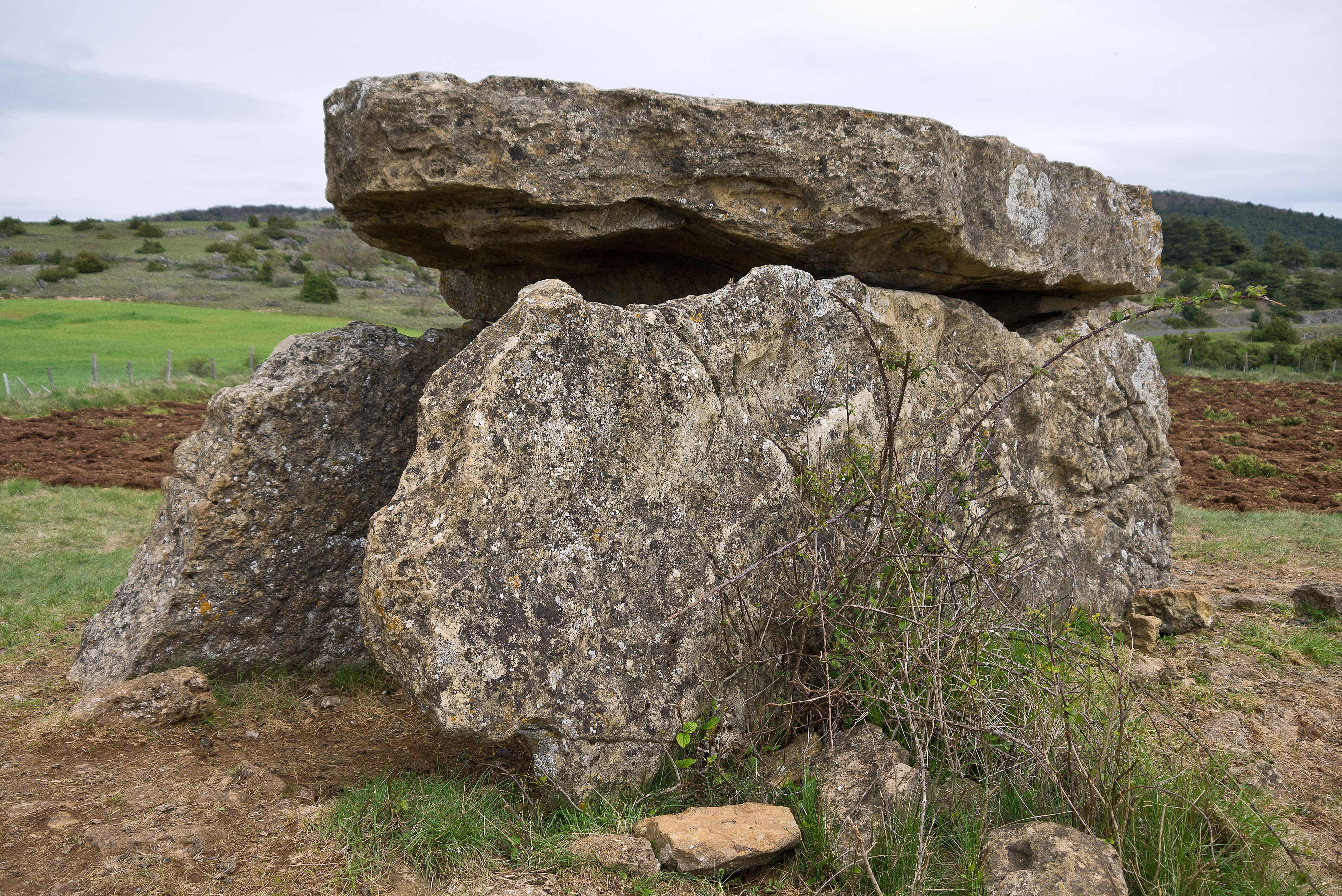

Der Dolmen wurde 1889 als Monument historique klassifiziert.
In der Nähe liegen der Dolmen von Sirandels, die fünf Dolmen von Surguières und die beiden Dolmen von Buzareingues.